# NE-92

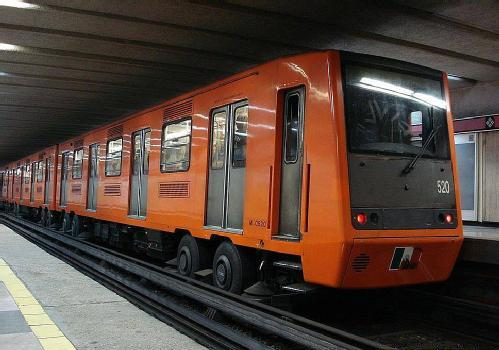
NE-92 na estação Balbuena, da Linha 1.

O NE-92 (acrônimo de Neumático Español 1992) é o sétimo modelo de trem com pneus do Metrô da Cidade do México. Esse foi o primeiro trem do Metrô construído pela empresa espanhola CAF. Em total, são 15 trens (cada um com 9 vagões), com a série de motor M0520-M0550, e só circulam na Linha 3.

## História
Inicialmente, estava planejado que os trens funcionassem na Linha 8. Inclusive, os anúncios de "Próxima Estação" foram inicialmente gravados com os nomes das estações dessa linha. Porém, quando os trens chegaram ao México em julho de 1994 e começaram o seu período de funcionamento normal, os trens foram colocados na Linha 1, devido ao alto influxo dela. Desde então, eles não foram trocados de linha.
Mais tarde, a CAF reabilitou quatro trens MP-68 e o único trem da série NM 73C 195-196 (que, com a reabilitação, mudou a sua nomenclatura pra 0550-0551); durante a reabilitação, nesses trens foram colocadas cabines semelhantes às dos trens NE-92; porém, esses trens são realmente diferentes modelos, construídos por outras empresas.
Posteriormente, CAF transformou o trem 0425 da série NM-83 pra um NE-92; esse trem está em serviço na Linha 1.

## Características
O NE-92 é o terceiro modelo do trem com pneus nas quais foram utilizados assentos azuis, logo dos modelos MP-68 e NM-73 no seu estado original, mas o desenho dele também é diferente, já que as cores são diferentes às cores dos modelos de trens anteriores. Todo o interior é pintado e remasterizado de cinza Oxford, incluindo teto e montagens de ventilador. A alarma do fechamento de portas também é diferente, agora com sons lentos. A partir deste modelo de trem, os seguintes modelos para o Metrô da Cidade do México seriam diferentes, citando design e cores dos interiores, além de que a CAF participaria ativamente na construção dos trens desse metrô.